# Wolin (wyspa)

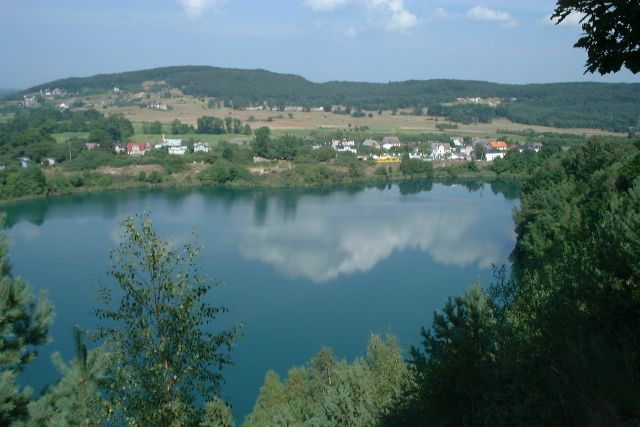
Jezioro Turkusowe

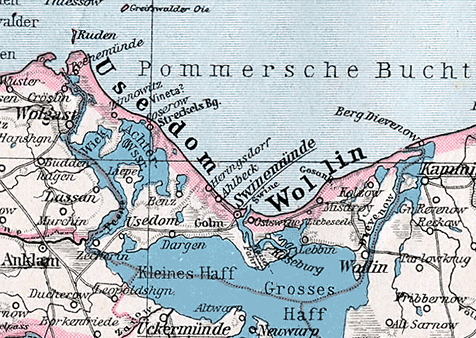
Wyspa na mapie z 1905 roku

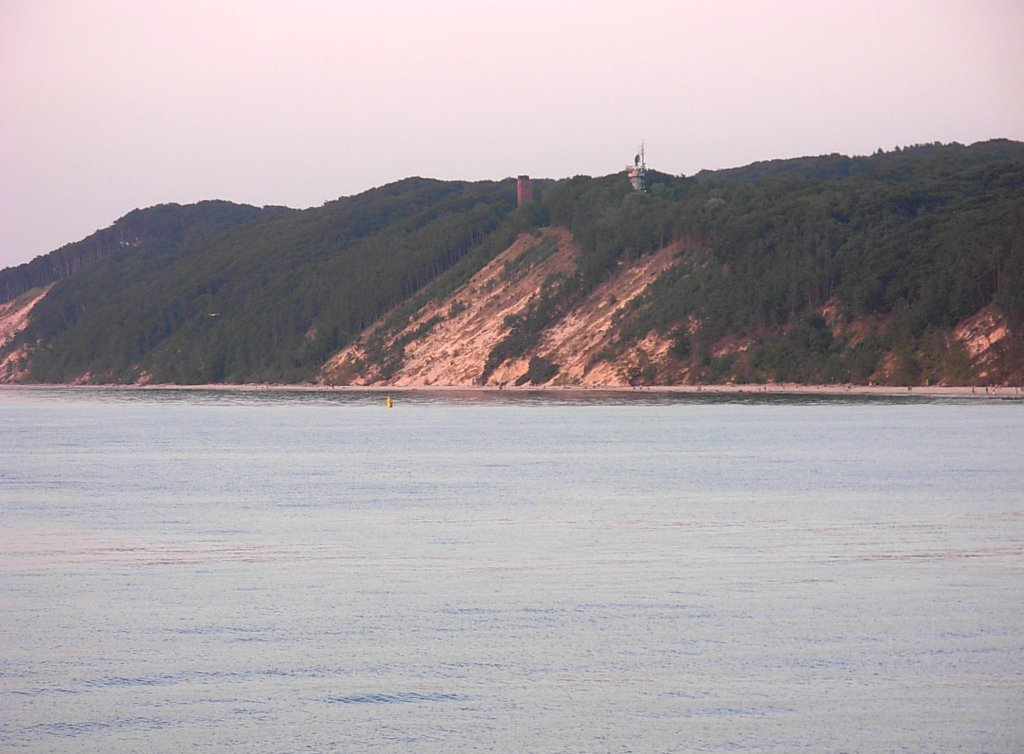
Klif morski Wolińskiego Parku Narodowego

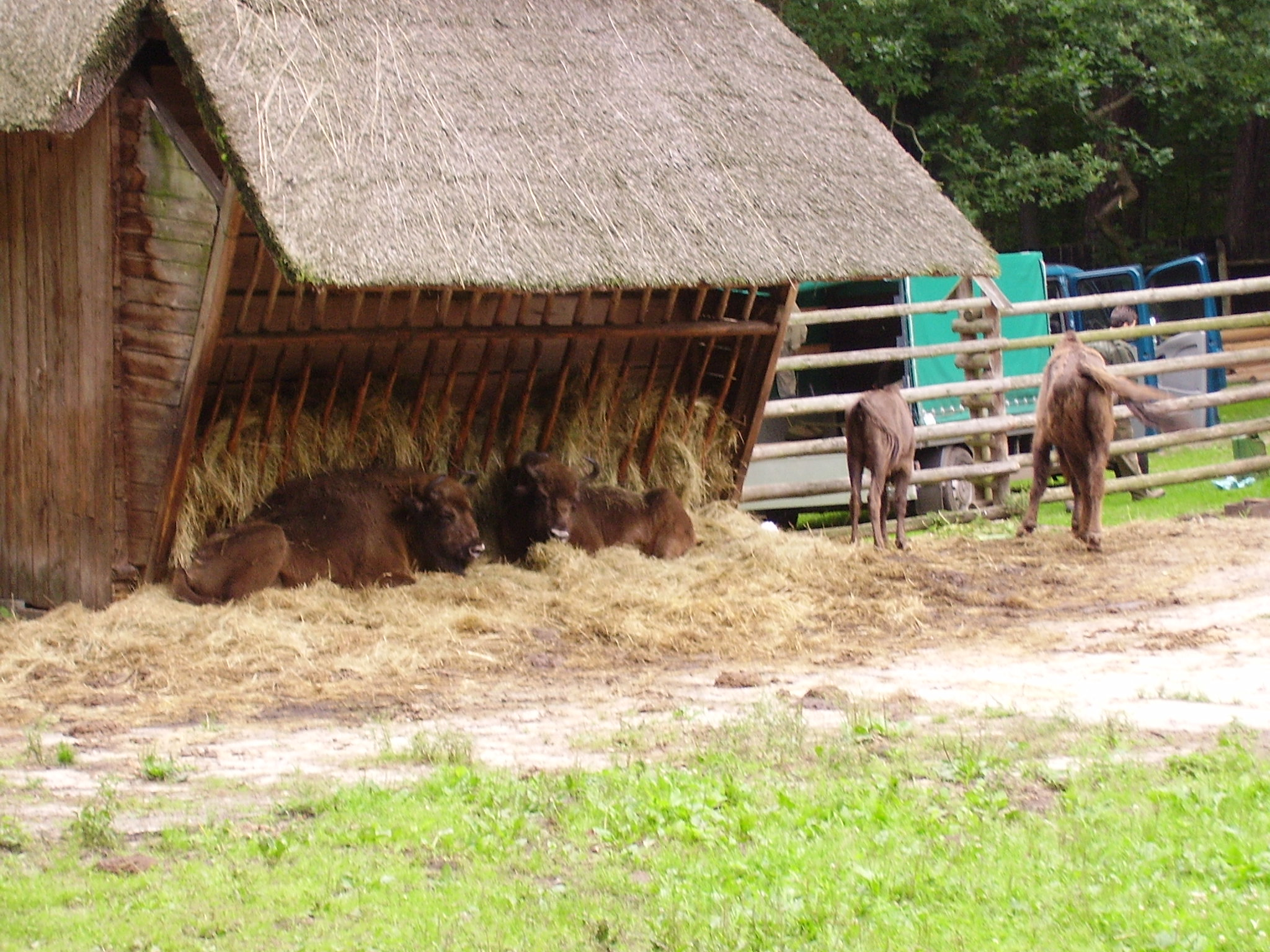
Żubry w zagrodzie koło Międzyzdrojów

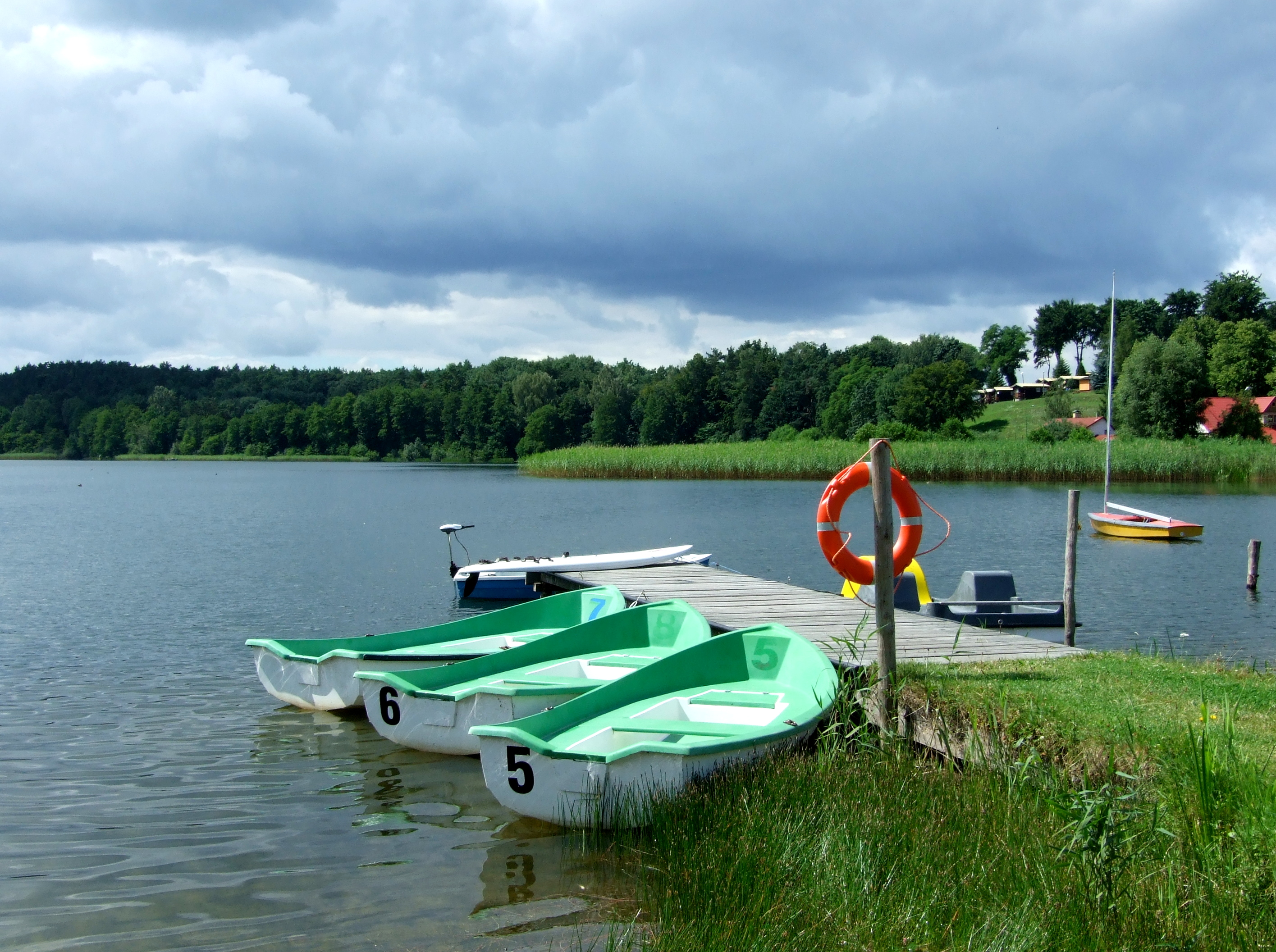
Jezioro Wisełka

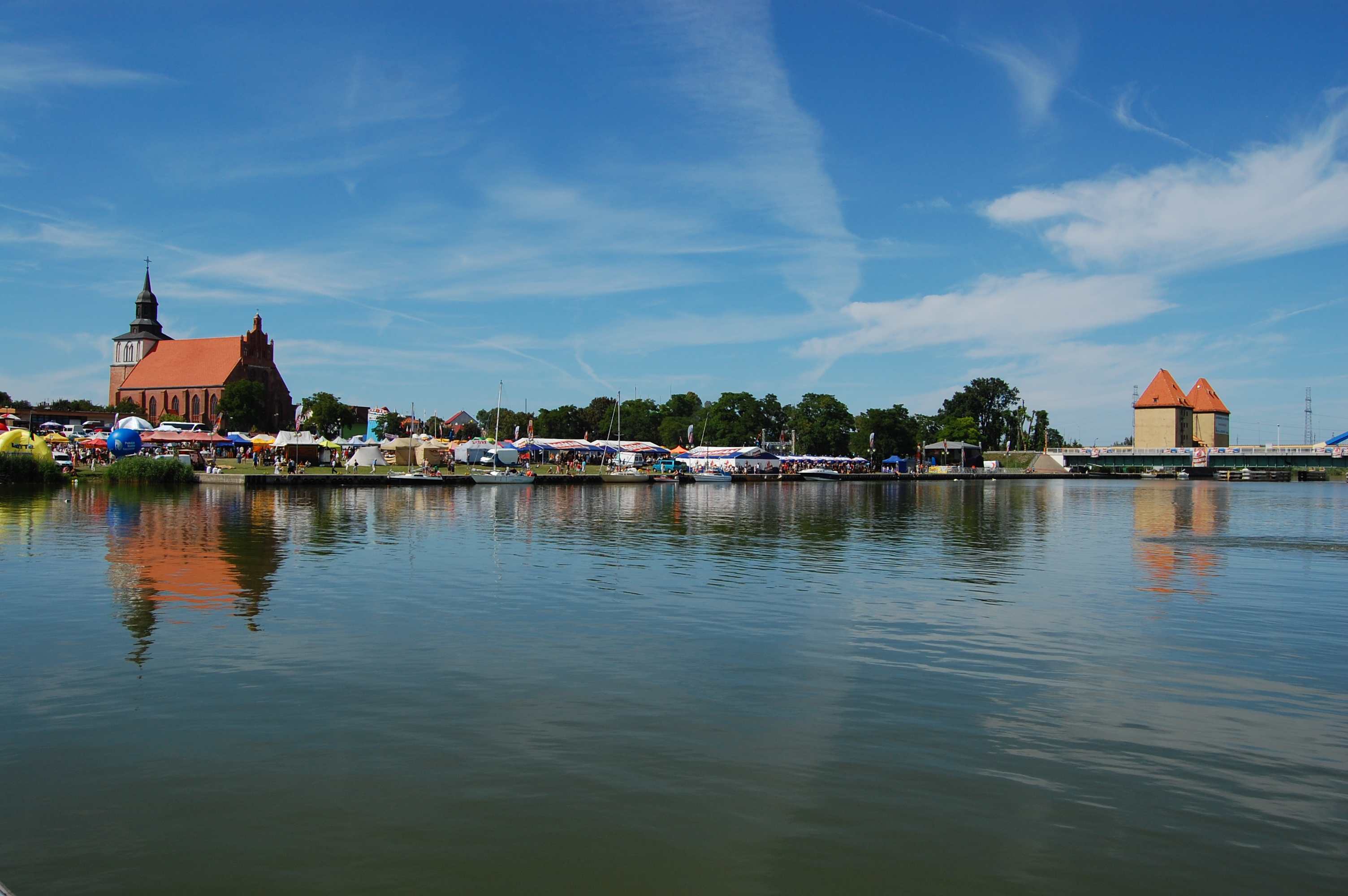
Miasto Wolin

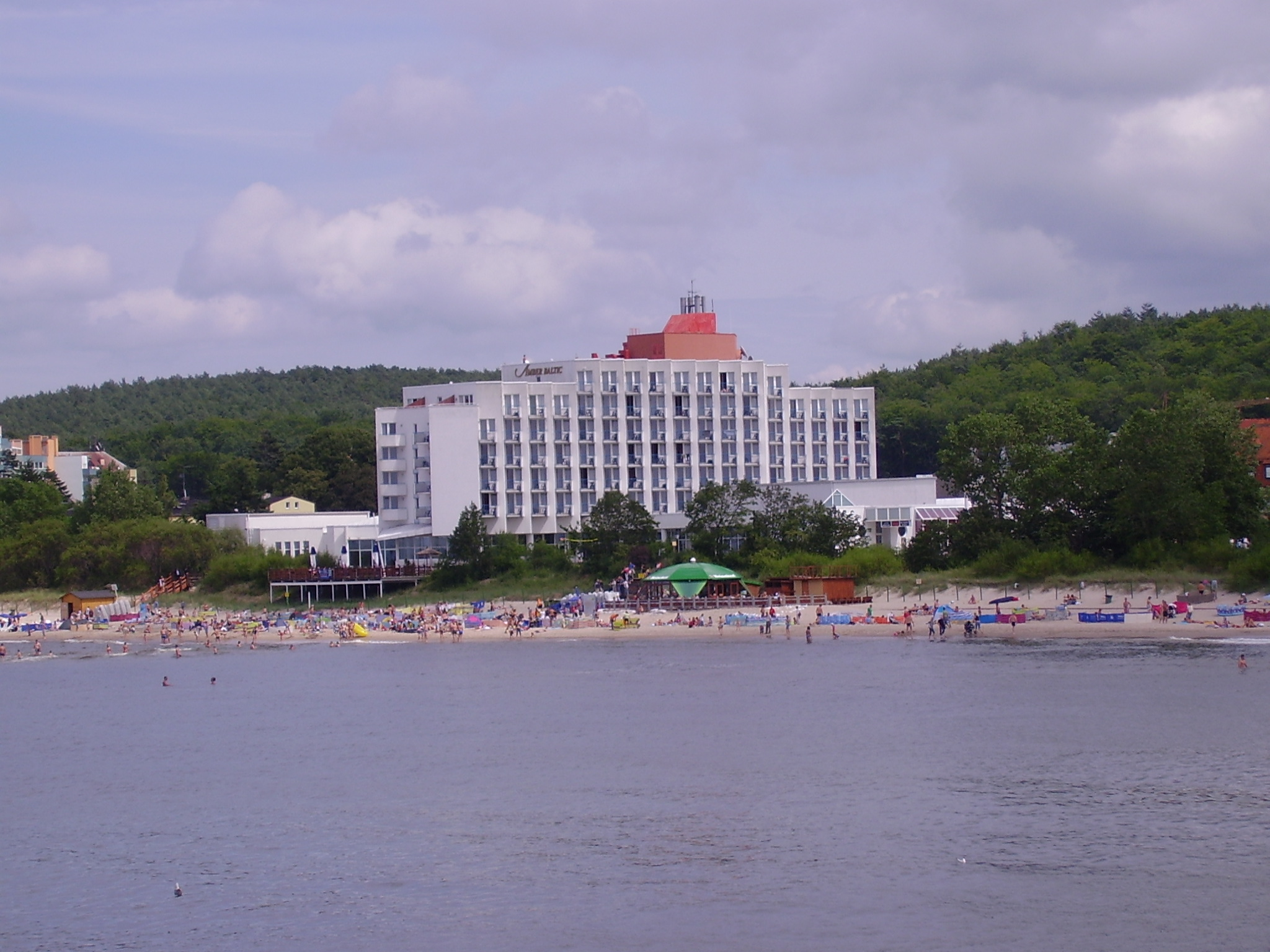
Hotel „Amber Baltic” w Międzyzdrojach

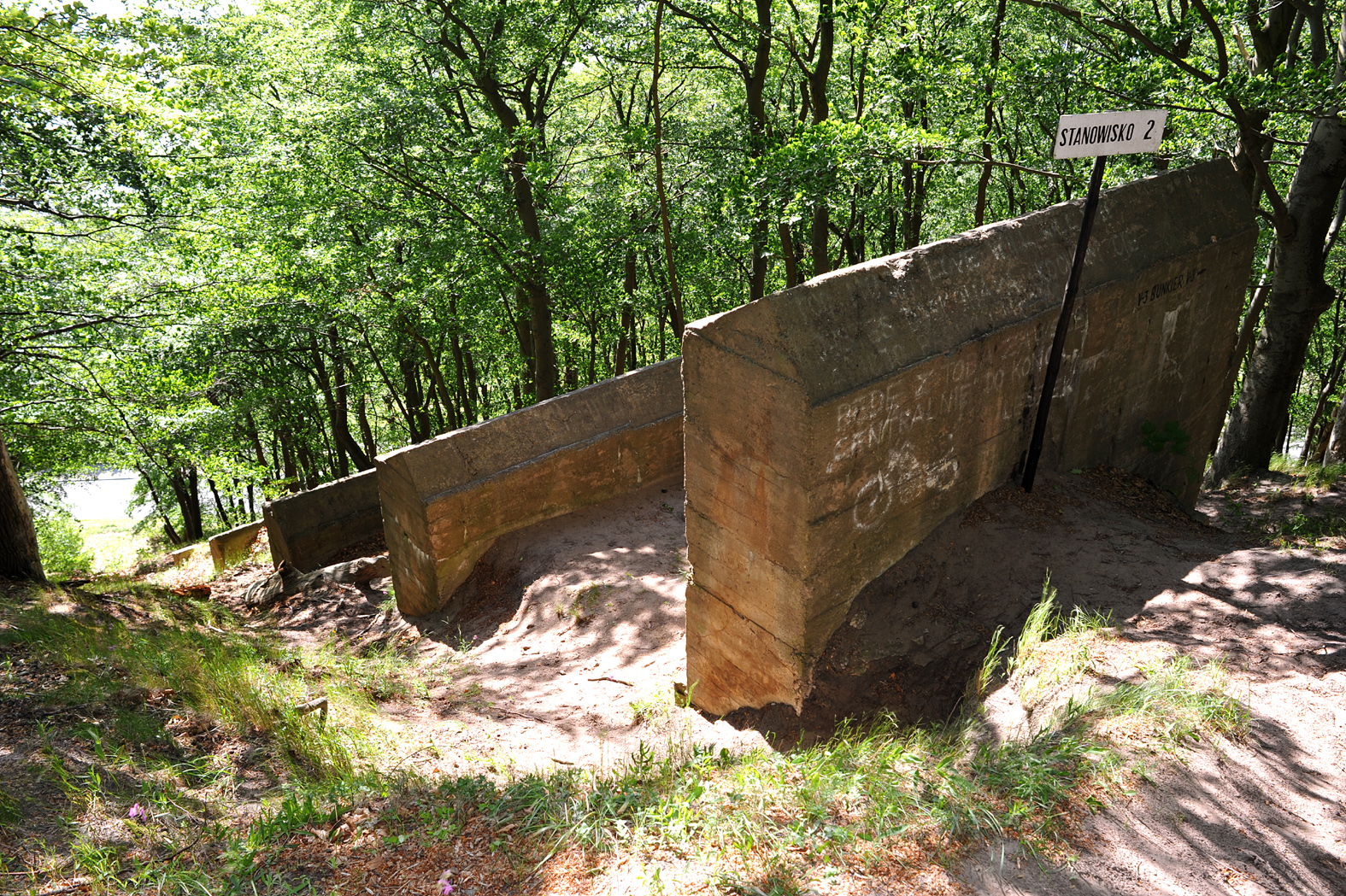
Pozostałości działa V3 na wyspie Wolin

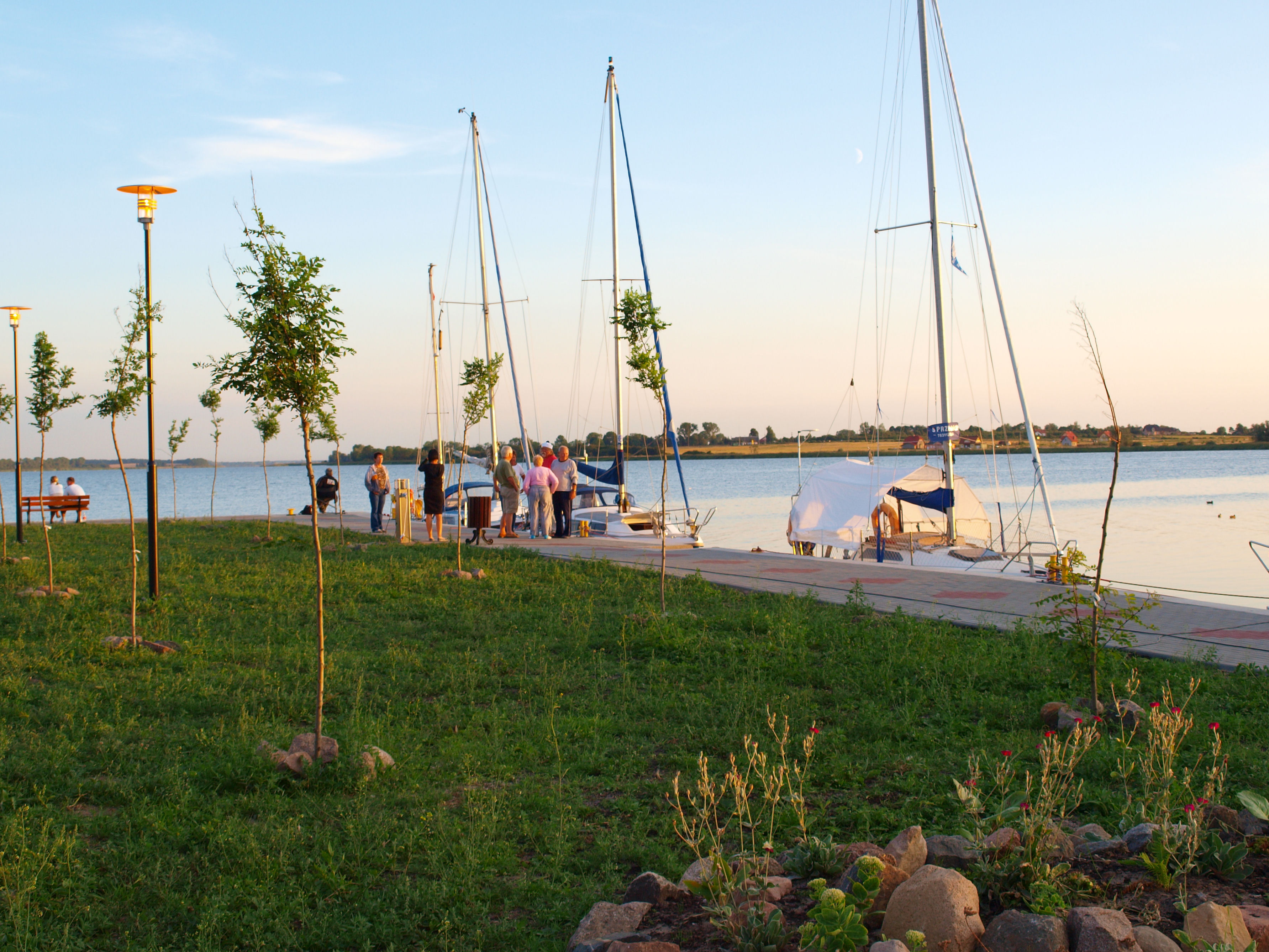
Przystań w Międzywodziu

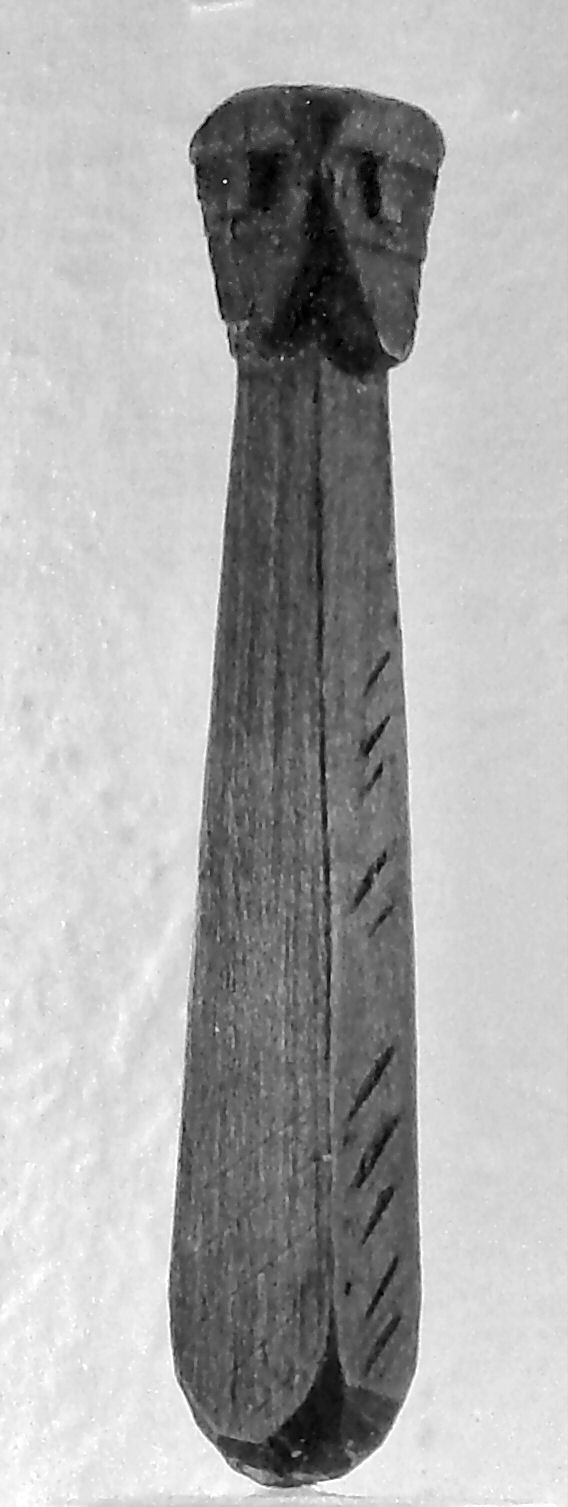
Tzw. Świętowit woliński, figurka z IX/X wieku odnaleziona na Wolinie

Wolin (niem. Wollin) – przybrzeżna wyspa należąca do Polski (powiat kamieński oraz Świnoujście), stanowiąca południowy brzeg Zatoki Pomorskiej. Od stałego lądu oddzielona jest cieśniną Dziwną i Zalewem Szczecińskim, a od wyspy Uznam – cieśniną Świną. Ludność zajmuje się rolnictwem, rybołówstwem oraz czerpie dochody z turystyki.
Wolin jest największą wyspą Polski w całości leżącą na terytorium Polski. Większą powierzchnię ma wyspa Uznam, jednak znajduje się na terytorium Polski i Niemiec (zob. wyspy Morza Bałtyckiego).

## Warunki naturalne
Warunki naturalne Wolina są urozmaicone: tereny bagniste na południu, nizinne, leśne, a także wzniesienia morenowe (Pasmo Wolińskie z kulminacją Grzywacza – 116 m n.p.m., najwyższym punktem wyspy) oraz wybrzeże klifowe – najwyższe w Polsce – ok. 80 m oraz ciągnące się na przestrzeni 15 km, od Międzyzdrojów do Świętej Kępy. Na terenie wyspy wyróżnić można trzy charakterystyczne półwyspy: Półwysep Przytorski w części zachodniej, Półwysep Międzywodzki w części wschodniej oraz półwysep Rów na południu Wolina. W środkowej części wyspy znajduje się Pojezierze Wolińskie, z największym jeziorem Koprowo. Środkową część wyspy zajmuje Woliński Park Narodowy. Wschodnie tereny przybrzeżne objęte są granicami obszaru Natura 2000 – Ujście Odry i Zalew Szczeciński.
U południowo-zachodniego wybrzeża, przy Wicku Wielkim i Starej Świnie znajduje się szereg drobnych wysepek, z których największa to Wielki Krzek.

## Turystyka
Na północnym wybrzeżu wyspy znajdują się znane kąpieliska: Międzywodzie, Międzyzdroje, Wisełka i wschodnia dzielnica Świnoujścia – Warszów.
Znakowane szlaki turystyczne:
- E9 Szlak Nadmorski im. dr. Czesława Piskorskiego
- Szlak Nad Bałtykiem i Zalewem Szczecińskim
- Szlak Leśny Przez Pojezierze Warnowsko-Kołczewskie
- – dojściowe (rejony Warnowa, Kawczej, Wisełki)
- Szlak rowerowy R10 – EuroVelo 10 (międzynarodowy, wokół Bałtyku)
- Szlak rowerowy R66 (międzynarodowy, wokół Zalewu Szczecińskiego)

Atrakcją turystyczną wyspy jest coroczny Festiwal Słowian i Wikingów, impreza plenerowa, która jest formą rekonstrukcji historycznej. Poza okresem festiwalu, od kwietnia do października, funkcjonuje tzw. Centrum Słowian i Wikingów, będące skansenem z kilkunastoma obiektami-replikami wczesnośredniowiecznego Wolina oraz stałymi mieszkańcami, którzy żyją według tradycyjnych zasad.

## Toponimia
Słownik geograficzny Królestwa Polskiego (t. 13, 1893) rejestruje polską nazwę Wolin. W 1904 Antoni Rehman używa nazwy Julin w odniesieniu zarówno do wyspy, jak i miasta. W 1934 Stanisław Kozierowski przedstawił nazwę Wołyń. Na wojskowej mapie z 1937 także umieszczono polski egzonim Wołyń. W 1949 ustalono urzędowo polską nazwę Wolin.

## Historia
Najstarsze ślady osadnictwa człowieka na terenie wyspy Wolin datowane są na okres młodszej epoki kamienia (4200–1700 r. p.n.e.). Po tej grupie ludności pozostały znaleziska archeologiczne w postaci ceramiki oraz kamiennych narzędzi. Pod koniec epoki brązu (1200–400 r. p.n.e.) na wyspie Wolin rozwijała się kultura łużycka, o której obecności świadczą ślady licznych osad oraz fragmentów ceramiki. W okresie rzymskim (400 r. p.n.e.–100 r. n.e.) wyspa zasiedlana była przez plemiona gockie, które w tym czasie przemieszczały się ze Skandynawii aż na tereny stepów nadczarnomorskich. Pozostawiły one po sobie liczne pochówki, wśród nich cmentarzysko na wzgórzu Młynówka koło dzisiejszego miasta Wolin. W te okolice docierali również mieszkańcy imperium rzymskiego, głównie kupcy poszukujący jednego z największych skarbów wybrzeża bałtyckiego – bursztynu. Pamiątką ich obecności są między innymi odnajdowane skarby rzymskich monet.
Wraz z początkiem wielkiej wędrówki ludów (IV–VI w. n.e.) na wyspę Wolin zaczęli docierać Słowianie. Obszar Wolina i okolic stanowił szczególnie korzystne miejsce dla rozwoju osadnictwa. Sąsiedztwo Morza Bałtyckiego oraz szlaki handlowe przechodzące przez te obszary ogólnie sprzyjały rozwojowi. Na tym terenie wykształciło się plemię Wolinian. Najstarsza informacja o Wolinianach (Veluzani) pochodzi z połowy IX w. Zamieszczona została ona w relacji zwanej Geografem Bawarskim. Według jej autora plemię posiadało siedemdziesiąt grodów, co czyniło je jednym z największych wśród plemion zamieszkujących dorzecza Odry i Wisły. Ich państwo plemienne obejmowało więc obszar około 1,2 tysiąca km². Badania archeologiczne potwierdziły dotychczas istnienie na tych terenach ponad sześciuset punktów osadniczych, pochodzących z okresu od VI do XII stulecia, w tym około dwudziestu grodów. Centralnym grodem plemienia był Wolin. Początkowo niewielka osada, powstała na przełomie VIII i IX wieku w najwęższym punkcie Dziwny, obok przeprawy łączącej wyspę z lądem stałym. Dzięki swojemu dogodnemu usytuowaniu przy szlakach handlowych oraz przy szlaku wodnym, łączącym ujście Odry z Bałtykiem, gród szybko się rozwijał. W przeciągu kolejnych dziesięcioleci Wolin stał się nie tylko prężnym centrum handlowym, ale także jednym z najbogatszych portów w tej części Europy. Sława jego docierała także poza granice ówczesnej Europy. Arabski kronikarz Ibrahim ibn Jakub, opisujący około połowy lat 60. X wieku kraje Słowian Zachodnich, wspominał o potężnym mieście nad Bałtykiem, które miało dwanaście bram. Inny arabski geograf i podróżnik Ibn Said al-Garnati (II poł. XIII w.) pisał o grodzie Lujanija (Wolin), gdzie znajdował się wielki port, najpiękniejszy na Bałtyku, stanowiący cel podróży wielu statków. Losy Wolinian szybko splotły się z losami powstającego państwa Mieszka I, którego celem było między innymi przyłączenie do swej monarchii terenów położonych u ujścia Odry. W roku 967 Wolinianie wraz z niemieckim banitą Wichmanem stoczyli bitwę z wojskami Mieszka I, wspieranymi przez posiłki jego teścia – Bolesława I Srogiego, księcia czeskiego. W wyniku tego starcia strona polska odniosła zwycięstwo, a sam Wichman zginął. Bitwa ta jest pierwszym udokumentowanym źródłowo sukcesem oręża polskiego. Nie oznaczała ona jednak zdobycia samego Wolina. Walki o całe Pomorze Zachodnie dopiero się rozpoczynały. Do około 972 roku udało się Mieszkowi opanować ostatecznie ujście Odry. Nie można jednak przesądzić, czy Wolin również włączony został bezpośrednio w granice monarchii wczesnopiastowskiej. Być może Mieszko objął nad nim jedynie luźne zwierzchnictwo.
Pod koniec wieku X miasto prowadziło jednak niezależną politykę. W tym okresie król duński Harald Sinozęby, wypędzony z kraju przez swego syna Swena Widłobrodego, swych ostatnich dni dożywał właśnie w Wolinie, gdzie zmarł w 987 roku. W roku 1007 Wolinianie wysłali samodzielnie poselstwo do króla niemieckiego Henryka II.
Ostatecznie około roku 1007 doszło do obalenia władzy polskiej na terenie całej zachodniej części Pomorza. Okres walk z Mieszkiem I oraz późniejszej, ewentualnej zwierzchności Piastów nie przyczyniły się jednak znacząco do upadku samego Wolina. Miasto nadal imponowało ówczesnym podróżnikom swoją wielkością i bogactwem. Dzięki swemu trzystumetrowemu nabrzeżu portowemu, był to wówczas największy port na Bałtyku. Wolin zamieszkiwało około ośmiu-dziesięciu tysięcy ludzi. Dla porównania wczesnośredniowieczne Gniezno czy Poznań zamieszkiwało po około czterech tysięcy ludzi.
Wspomniana w tej relacji latarnia morska jest jedyną znaną w tym czasie konstrukcją tego typu wśród Słowian. W dalszej części kronikarz wspominał o licznych kontaktach handlowych od Niemiec aż po Ruś. Jednak już w pierwszej połowie XI wieku rozpoczął się proces stopniowego ograniczania pozycji Wolina jako aktywnego ośrodka handlu morskiego. Wiązało się to między innymi z rozwojem konkurencyjnych portów pomorskich: Kołobrzegu, Szczecina oraz Gdańska. W przeciągu tegoż stulecia Wolinianie, prócz handlu, rozpoczęli trudnienie się nie mniej dochodowym korsarstwem. Wolin stał się szybko portem uznawanym za gniazdo słowiańskich piratów, nazywanych chąśnikami. W roku 1043 król Magnus I Dobry za pustoszenie wybrzeży duńskich zorganizował odwetową wyprawę na Wolin. Najazd nie załamał ostatecznie Wolinian, którzy nie zaprzestali swojej korsarskiej działalności. W roku 1098 Wolin przeżył kolejną odwetową wyprawę duńską. Wojska króla Eryka I Zawsze Dobrego zdobyły podgrodzie, gdzie znalazły tyle bogactw, że zrezygnowały z dalszego oblężenia grodu. Wolin podniósł się także i z tej porażki.
W roku 1119 Wolin zajęty został przez wojska Bolesława Krzywoustego. Był to ostatni etap kilkunastoletnich bojów o przywrócenie zwierzchności piastowskiej nad obszarami Pomorza, zarówno Wschodniego, jak i Zachodniego. Jednak w tym okresie to Szczecin był już dominującym, pod względem handlowym i politycznym grodem całego Pomorza Zachodniego. Sami Wolinianie, utraciwszy swą niezależność, podporządkowani zostali pomorskiemu księciu Warcisławowi, protoplaście dynastii Gryfitów, który stał się lennikiem Bolesława Krzywoustego.
W latach 20., dzięki misjom chrystianizacyjnym, podejmowanym przez biskupa Ottona z Bambergu, Wolinianie wraz z całym Pomorzem Zachodnim przyjęli chrzest. W roku 1140 papież Innocenty II utworzył z Pomorza Zachodniego odrębną diecezję ze stolicą w Wolinie. Pierwszym biskupem został dawny kapelan Bolesława Krzywoustego, Wojciech.
Wolin nie osiągnął już dawnej świetności. W latach 1173, 1177 i 1184 był trzykrotnie niszczony przez Duńczyków. Po drugim najeździe biskupstwo zachodniopomorskie przeniesiono do Kamienia Pomorskiego. Ostatecznie w roku 1186 Duńczycy zhołdowali całe Pomorze Zachodnie. Jednak od roku 1227 Gryfici, a wraz z nimi Wolin, podporządkowani byli zwierzchności margrabiów brandenburskich. Wprawdzie zwierzchność ta pod koniec XIII w. zostanie zniesiona i Pomorze się usamodzielniło, jednak aż do wieku XVI było ono raz jednoczone raz dzielone w obrębie członków dynastii Gryfitów.
W początku XIII wieku w miejscu dumnego niegdyś Wolina znajdowała się niewielka osada. Z czasem jednak miasto stopniowo odbudowywano oraz otoczono nowymi umocnieniami. W 1278 roku książę pomorski Barnim I Dobry nadał mu prawa miejskie na prawie lubeckim, choć miasto nie odzyskało już dawnego znaczenia. W roku 1365 stało się członkiem Hanzy lubeckiej, choć należało do mniejszych jej członków. W 1535 z kolei, przeszło na protestantyzm. Pierwszym pastorem został, urodzony w Wolinie, jeden z uczniów Marcina Lutra – Jan Bugenhagen. W połowie XVI wieku miasto zamieszkiwało około 300–400 osób.
W trakcie wojny trzydziestoletniej, od roku 1627, protestanckie Pomorze Zachodnie było okupowane przez wojska cesarza Ferdynanda II. Jednak w roku 1630 do wojny przestąpił król szwedzki Gustaw II Adolf, którego wojska latem 1630 roku opanowały wpierw wyspy Uznam i Wolin, a później całe Pomorze Zachodnie. Książę pomorski Bogusław XIV, któremu krótko przed wybuchem wojny udało się zjednoczyć niemal całe Pomorze, musiał teraz związać się sojuszem ze Szwedami. Gdy w roku 1637 umierał bezpotomnie, jego władza nad Pomorzem była iluzoryczna. Wraz z jego śmiercią skończyła się władza Gryfitów.
W wyniku pokoju westfalskiego z 1648 roku Pomorze Zachodnie podzielono między Szwecję i Brandenburgię. Sam Wolin, w trakcie wojny trzydziestoletniej, uległ poważnym zniszczeniom. Po podziale dawnego Księstwa Pomorskiego, wraz z Pomorzem Przednim, zwanym teraz Szwedzkim, przypadł we władanie temu skandynawskiemu królestwu. W roku 1720 w wyniku układu sztokholmskiego, kończącego część zmagań w trakcie Wielkiej Wojny Północnej (1700–1721), Szwedzi odsprzedali wyspy Wolin i Uznam, za kwotę 10 milionów talarów w złocie, przekształconemu z dawnego elektoratu Brandenburgii, Królestwu Prus. W połowie XVIII wieku rozwija się Świnoujście, które tak, jak we wczesnym średniowieczu Wolin, staje się ważnym portem pruskim łączącym ujście Odry ze Szczecinem. W 1815 roku, w wyniku postanowień kongresu wiedeńskiego do Prus włączono także dawne Pomorze Szwedzkie.
W wyniku układu sztokholmskiego Wolin na okres 225 lat stał się miastem niemieckim. Chociaż ziemie Pomorza, wraz z wyspą Wolin od wieków były terenem kolonizacji niemieckiej, do XIX wieku w obrzędach ludowych wyraźnie widoczne były jeszcze elementy kultury słowiańskiej. Jednak gdy w roku 1871 powstało zjednoczone Cesarstwo Niemieckie (II Rzesza), a Wolin wraz z Pomorzem jako część królestwa Prus wszedł w jego skład, kanclerz Rzeszy Otto von Bismarck rozpoczął swoją walkę o kulturę niemiecką – Kulturkampf.
Czterotysięczny wówczas Wolin leżał z dala od popularnych już od II połowy XIX wieku miejscowości letniskowych, takich jak Świnoujście (niem. Swinemünde), Heringsdorf na Uznam, czy wreszcie Międzyzdroje (niem. Misdroy) na wyspie Wolin. Otwarta w 1892 roku linia kolejowa, łącząca Szczecin ze Świnoujściem, przebiegająca przez miasto, wraz z ogólnym wzrostem koniunktury przyczyniła się do jego rozwoju – nie to jednak powodowało, że miasto stało się znane.
To jego bogata przeszłość i związane z nią legendy doprowadziły do zainteresowania się w II połowie XIX wieku Wolinem przez licznych badaczy i miłośników przeszłości. Dawna, słowiańska legenda o Winecie podsyca była rozbudzonym romantyzmem i uwielbieniem dla historii i tradycji. Dodatkowo legendarny Jómsborg świadczący rzekomo o germańskich korzeniach Wolina, powodował zainteresowanie tym miastem licznych poszukiwaczy skarbów. W obawie o bezpieczeństwo samego miasta Wolina, burmistrz Wolina zmuszony był wydać surowy zakaz podkopywania domów przez poszukiwaczy skarbów.
Pierwszą poważna ekspedycję naukową, podjęto w roku 1871. Badaniami kierował niemiecki antropolog i patolog, archeolog z zamiłowania, Rudolf Virchow. Sam R. Virchow był osobą zasłużoną dla rodzącej się wówczas powoli archeologii. W kilka lat po ekspedycji wolińskiej sprawował on opiekę naukową nad wykopaliskami archeologicznymi starożytnej Troi, prowadzonymi przez Heinricha Schliemanna. Był także niemieckim politykiem, założycielem Niemieckiej Partii Postępowej (Deutsche Fortschrittspartei), dla której w roku 1873 wymyślił hasło wyborcze Kampf für Kultur, które do historii przeszło właśnie jako Kulturkampf i którego realizacją zajął się sam Otto von Bismarck, notabene polityczny przeciwnik Virchowa.
Rudolf Virchow, przybywszy do Wolina, nie spodziewał się poważniejszych sukcesów, więc w wyprawie towarzyszył mu jedynie jego asystent. Tymczasem obserwacje na Srebrnym Wzgórzu, na Wzgórzu Wisielców oraz na rynku wolińskim ugruntowały w nim przekonanie o wielkości i bogactwie miasta w przeszłości. Jednak rodziło się istotne pytanie, jaka kultura stworzyła przed wiekami ten silny ośrodek osadniczy. W myśl Kulturkampfu winna być to kultura germańska, tego jednak Virchow nie umiał dowieść. Te pierwsze badania spowodowały napływ do Wolina różnego rodzaju poszukiwaczy starożytności. Poszukiwania prowadził nawet sam burmistrz Wolina.
W latach 1897–1898 ponowne badania przeprowadzono pod kierunkiem kustosza szczecińskiego muzeum prehistorycznego Adolfa Stubenraucha. Była to pierwsza nowoczesna wyprawa, która rozpoczęła naukowe badania wykopaliskowe. Szczególnie zainteresowano się wówczas cmentarzyskiem kurhanowym na Wzgórzu Wisielców. W efekcie wyprawy ustalono, że dawny słowiański Wolin może być legendarną Winetą. Jednocześnie ustalono, że na Srebrnym Wzgórzu we wczesnym średniowieczu znajdował się wikiński Jómsborg. Na podstawie tych wniosków nie sposób jednak było wystawić miastu skandynawskiej, co znaczyło wówczas germańskiej, metryki.
Okres I wojny światowej oraz Republiki Weimarskiej przyczyniły się do spadku zainteresowania przeszłością Wolina. Miasto żyło spokojnie własnym życiem. Jednak do dyskusji nad jego przeszłością powrócono ponownie w okresie III Rzeszy. Wówczas to badania prowadzone przez Instytut Archeologii Rzeszy Niemieckiej na wschodnim pograniczu Niemiec miały stanowczo dowieść braku kultury wśród Słowian oraz kulturotwórczej roli dawnej ludności nordyckiej. Pracami tymi byli osobiście zainteresowani współtwórca i szef SS Heinrich Himmler oraz minister propagandy III Rzeszy Joseph Goebbels. Nigdzie nie można było lepiej udowodnić wkładu ludności nordyckiej w rozwój kultury i społeczności środkowoeuropejskich lepiej, jak właśnie w Wolinie.
W latach 1934–1940 przeprowadzono kolejne prace na Srebrnym Wzgórzu oraz na wolińskim rynku. Kierowali nimi Otto Kunkel – ówczesny dyrektor Pommersches Landesmuseum w Szczecinie, oraz Karl August Wilde. Udowadniano usilnie germańskie korzenie Wolina. O znaczeniu tych badań świadczy fakt zainteresowania się nimi ze strony oficerów przedwojennego polskiego wywiadu oraz polskich naukowców. Ci ostatni kilkukrotnie przed wojną przybywali do Wolina, odwiedzając wolińskie wykopaliska. Niemieckie wyniki badań budziły wśród polskich uczonych sprzeciw i obawy. Nie miało to jednak większego znaczenia, bowiem wkrótce wybuchła II wojna światowa. Wydobyty wcześniej materiał archeologiczny w większości zaginął w zawierusze wojennej.
W toku II wojny światowej na terenie całej wyspy Wolin rozbudowywano instalacje wojskowe. W Świnoujściu znajdowała się baza niemieckiej Kriegsmarine, niedaleko wsi Lubin (dziś gm. Międzyzdroje) zbudowano wyrzutnie bomb latających V1, zaś w pobliżu wsi Wicko (gm. Międzyzdroje) znajdował się poligon doświadczalny, na którym prowadzono strzelania próbne działa wielokomorowego V3, przeznaczonego do ostrzeliwania wybrzeży brytyjskich (inf. za prof. Maciejem Franzem z Zakładu Historii Wojskowej Instytutu Historii Uniwersytetu im. Adama Mickiewicza w Poznaniu), zaś w Dziwnowie duży ośrodek lotniczy. W samym Wolinie miała swoje miejsce 6 Szkoła Łączności Wojsk Lotniczych oraz liczne magazyny różnego rodzaju broni i amunicji.
Kilka miesięcy przed upadkiem III Rzeszy wyspa i miasto Wolin był jednym z największych szlaków ucieczki wojsk niemieckich i ludności cywilnej z obszaru Pomorza Zachodniego. Miasto Wolin ze swoimi dwoma mostami (drogowym i kolejowym) przez Dziwnę było bramą na wyspę i dalej na zachód. Dziennie przez tę przeprawę przechodziły tysiące niemieckich żołnierzy i cywilów. Na terenie miasta ulokowano wówczas trzy baterie artylerii lądowej oraz baterię moździerzy.
Pierwsze walki w obronie Wolina miały miejsce w początku marca 1945 roku. 6 marca wydzielony oddział 9 Korpusu Gwardii, radzieckiej 2 Armii Pancernej pod dowództwem kapitana gwardii Mikołaja Sanajczewa, rozwijając działania pościgowe w kierunku Dziwny, zdołał pokonać most i wdarł się na woliński rynek. Miasta broniły dwa pułki forteczne i niemiecka piechota morska. Po ponad dobie czołgi radzieckie musiały się wycofać pod naporem niemieckich obrońców. W efekcie tych walk niemal całkowitemu zniszczeniu uległo centrum miasta. Przez cały marzec na wschód od Dziwny działały oddziały 1 Armii Wojska Polskiego, które między innymi opanowały Dziwnówek. W początku kwietnia oddziały polskie przerzucono na południe do operacji forsowania Odry. Zastąpiły je formacje Armii Czerwonej. 4 maja 1945 oddziały radzieckiej 19 Armii przeprawiły się przez Dziwnę i wkroczyły do Wolina, który pomimo jedenastu kontrataków niemieckich został opanowany. Wskutek działań wojennych w 1945 roku miasto zostało zniszczone w 70%.
W wyniku ustaleń przywódców trzech zwycięskich mocarstw wyspa Wolin, wraz z miastem o tej samej nazwie, zostały włączone do Polski. Po przejęciu zrujnowanego miasta przez Polaków, przewodniczący miejskiej rady narodowej powiedział:
Jeżeli powiada legenda, że w naszym mieście było dwanaście bram, to potwierdziła się co do słowa: naliczyłem dwanaście całych w domach murowanych i paręnaście furtek w płotach… (cyt. za Kazimierz Błahij, Ostatnia tajemnica zaginionych bogów, Warszawa 1971, s. 94).
Dotychczasowych mieszkańców miasta wysiedlono do Niemiec, ich miejsce zajmowali napływający stopniowo polscy osadnicy. Po wojnie miasto stopniowo odbudowało się, od 1952 roku prowadzono ponowne badania archeologiczne. Badaniami objęto w kilku punktach miasto oraz jego umocnienia, port, przedmieścia, cmentarzyska, szlaki komunikacyjne, a także dawne rolnicze zaplecze kompleksu wczesnośredniowiecznego Wolina.
Pracami tymi przez wiele lat kierował profesor Władysław Filipowiak. Rola, jaką dziś jeszcze spełnia Wolin dla obecnych i przyszłych badań naukowych, dotyczących osadnictwa słowiańskiego w strefie nadbałtyckiej, stała się przyczyną uznania całego kompleksu za rezerwat archeologiczny, podlegający ochronie konserwatorskiej.
W początku lat 90. XX wieku w Muzeum Narodowym w Szczecinie powstała idea zorganizowania, przy współpracy ze skandynawskimi ośrodkami naukowymi, objazdowej wystawy archeologicznej, ukazującej wyniki przeszło stuletnich prac wykopaliskowych na terenie Wolina. Wystawę pod tytułem „Wolin-Jomsborg Emporium handlowe epoki wikingów w Polsce” prezentowano w latach 1991–1992 w Danii, Norwegii oraz na Islandii. Wystawa ta rozpropagowała wczesnośredniowieczną historię Wolina i przyczyniła się do zorganizowania w 1993 roku „I Festiwalu Wikingów”.